# Walter Wessel
Walter Wessel (ur. 21 kwietnia 1892, zm. 20 lipca 1943) – niemiecki oficer, generał Wehrmachtu w czasie II wojny światowej, który dowodził 12 Dywizją Pancerną.
Wessel był odpowiedzialny za masakrę w Ciepielowie w 1939 r. Zginął w wypadku samochodowym w dniu 20 lipca 1943 r. w pobliżu Morano we Włoszech.
Został odznaczony Krzyżem Rycerskim Krzyża Żelaznego z Liśćmi Dębu.

## Odznaczenia
- Krzyż Żelazny II Klasy z Okuciem Ponownego Nadania[2]
- Krzyż Żelazny I Klasy z Okuciem Ponownego Nadania[2]
- Czarna Odznaka za Rany (Cesarstwo Niemieckie)[2]
- Krzyż Honorowy dla Walczących na Froncie[2]
- Medal za Kampanię Zimową na Wschodzie 1941/1942[2]
- Srebrna Odznaka Szturmowa Piechoty[2]
- Krzyż Rycerski Krzyża Żelaznego (15 sierpnia 1940)[2]
  - Liście Dębu (17 lutego 1942)[2]